# Мацюк Віктор Миколайович
Віктор Миколайович Мацюк (нар. 7 травня 1975) — український футболіст, що грав на позиції нападника. Відомий за виступами у низці українських клубів, у тому числі за хмельницьке «Поділля», «Волинь», донецький «Шахтар». По закінченні кар'єри футболіста — футбольний тренер.

## Кар'єра футболіста
Віктор Мацюк розпочав кар'єру футболіста в рідному Ковелі в аматорському клубі «Сільмаш», у складі якого брав участь у чемпіонаті України серед аматорських команд. перспективний футболіст швидко звернув на себе увагу професійних клубів, і сезон 1995–1996 років Віктор Мацюк розпочав у команді української першої ліги — стрийській «Скалі». А вже з початку 1996 року нападник з Ковеля виступав за інший клуб першої ліги — хмельницьке «Поділля» (Хмельницький). У цьому клубі Віктор Мацюк провів більше трьох років, і став одним із кращих бомбардирів клубу.
Успішні виступи футболіста за подільський клуб привернули увагу Анатолія Бишовця, який у цей час очолював донецький «Шахтар». Але в «Шахтарі» змінилось керівницство клубу, а Віктор Прокопенко не бачив місця у складі для Мацюка, і після проведених лише двох матчах за основну команду і 13 матчів за другий склад клубу, футболіст був вимушений перейти до складу іншої донецької команди — «Металурга». Але після переходу до стану «Метадона» Віктор Мацюк зазнав серйозної травми — розриву хрестоподібних зв'язок із рецидивом, яка завадила йому проявити себе у новій команді. Не зігравши жодного матчу за «Металург», Віктор Мацюк дограє сезон у друголіговому «Машинобудівнику», після чого вимушений у зв'язку із травмами зробити піврічну паузу у виступах за професійні клуби, відновлюючи форму в рідному Ковелі, та граючи за клуб «Ковель-Волинь».
З початку 2002 року Віктор Мацюк відновлює активні виступи, і отримує запрошення від головної команди рідної Волині — луцького клубу, який тоді носив назву СК «Волинь-1», та боровся за повернення до найвищого ешелону українського футболу. Разом із виступами за головну команду Віктор Мацюк виступав і за команду рідного міста — «Ковель-Волинь-2», яка була на той час фарм-клубом лучан, і грала у другій українській лізі. СК «Волинь-1» виконала завдання, та підвищилась у класі за підсумками сезону, а Віктор Мацюк, хоч і одержав звання чемпіона разом із командою, був вимушений покинути луцький клуб.
Після відходу з луцького клубу Віктор Мацюк підтримував форму в аматорській команді «Іква» (Млинів), і лише з початку сезону 2003–2004 року розпочав виступи за професійний клуб. Цього разу футболіст одяг форму ужгородського «Закарпаття», яке боролось за вихід до найвищого українського дивізіону. Віктор Мацюк зумів допомогти клубу виконати завдання підвищення у класі, і став у тому сезоні одним із найкращих бомбардирів команди (12 м'ячів у 28 матчах). Але у вищій лізі Віктор Мацюк зіграв за клуб лише 6 матчів, і покинув команду.
Після відходу із «Закарпаття» Віктор Мацюк тривалий час був без клубу, їздив на перегляд до Казахстану, до клубу «Єсіль-Богатир», та на перегляд до охтирського «Нафтовика». Але після тривалого вибору нового клубу Віктор Мацюк уклав контракт із столичною «Оболонню». Але у цій команді нападник довго не затримався, і за півроку перейшов до сумського «Спартака». У Сумах Віктор Мацюк також виступав протягом півроку, та на цьому завершив виступи за професійні команди.

## Після завершення професійної кар'єри
Після завершення виступів у професійних футбольних командах Віктор Мацюк тривалий час виступав за аматорські клуби. У 2006 році нападник став переможцем Кубку Волинської області у складі берестечківського «Стиру». У 2008 році Віктор Мацюк виступав у аматорському чемпіонаті України за оржівський ОДЕК. У 2009 році Віктор Мацюк грав також за аматорський клуб із сусідньої Львівської області — «Карпати» (Кам'янка-Бузька). Спробував свої сили Віктор Мацюк і у міні-футболі, зігравши 1 матч за ковельський «Аперкот». З 2013 року Віктор Мацюк працює тренером ДЮФШ «Волинь», команда якої паралельно виступає й у аматорському чемпіонаті області.